# Tigrioides suffusus
Tigrioides suffusus là một loài bướm đêm thuộc phân họ Arctiinae, họ Erebidae.